# 徳本寺 (台東区)
徳本寺（とくほんじ）は、東京都台東区にある真宗大谷派系の単立寺院（浄土真宗東本願寺派）。

## 歴史
1491年（明応元年）、円寿によって開山された。元々は三河国に位置していたが、関東地方に転封された徳川家康の家臣本多正信に請われて、1591年（天正19年）に江戸神田に移転した。1657年（明暦3年）の明暦の大火の後に現在地に移転した。
墓地には、画家の宋紫石や、田沼意知を殺害した佐野政言の墓がある。佐野は、田沼政治に飽き飽きしていた人々から「世直し大明神」として崇められたという。

## 文化財
- 絹本著色本多正信像（重要文化財 明治38年4月4日指定）[3]

## 交通アクセス
- 銀座線田原町駅より徒歩約3分（経路案内）。
- つくばエクスプレス浅草駅より徒歩約6分（経路案内）。